# Adolf Petzelt

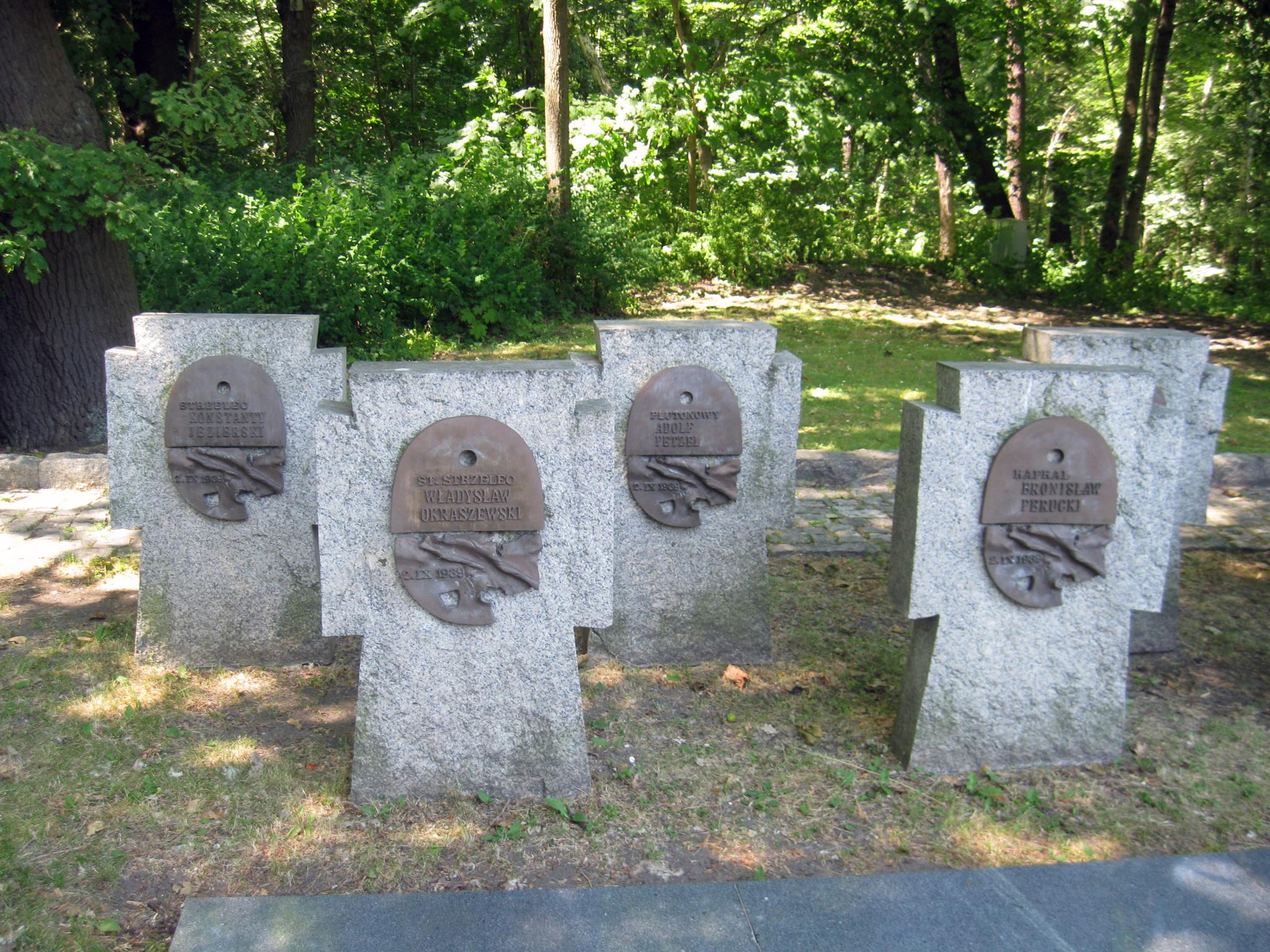
Nagrobek Adolfa Petzelta i innych westerplatczyków na Cmentarzu Żołnierzy Wojska Polskiego na Westerplatte

Adolf Petzelt (ur. 17 listopada 1906 w Kałuszu, zm. 2 września 1939 na Westerplatte) – plutonowy piechoty Wojska Polskiego, obrońca Westerplatte.

## Życiorys
W latach 1926–1927 odbył służbę czynną w plutonie broni towarzyszącej 49 pp w Kołomyi. W 1927 ukończył szkołę podoficerską. Następnie pełnił służbę w 5 Pułku Piechoty Legionów w Wilnie. Na Westerplatte przybył w 1937 w stopniu kaprala. 1 kwietnia 1939 mianowany plutonowym. W czasie obrony placówki był dowódcą wartowni nr 5. Poległ 2 września podczas nalotu niemieckich sztukasów.

## Upamiętnienie
- W filmie Westerplatte (1967) Stanisława Różewicza w postać plut. Adolfa Petzelta wcielił się Mieczysław Stoor[2].
- W filmie Tajemnica Westerplatte (2013) Pawła Chochlewa zagrał go Andrzej Grabowski[3].

## Ordery i odznaczenia
- Krzyż Srebrny Orderu Wojskowego Virtuti Militari pośmiertnie[4]